# Хокуей

35°29′24″ пн. ш. 133°45′31″ сх. д. / 35.49000° пн. ш. 133.75861° сх. д.
Хокуей (яп. 北栄町) — містечко в Японії, в повіті Тохаку префектури Тотторі.